# British Science Fiction Association
British Science Fiction Association Rövidítése: BSAF
A Brit Sci-fi szövetség szervezete
1958-ban alapította egy pár Sci-fi rajongó író, szerkesztő és könyvkiadó.

## Története
- A BSFA első elnöke Brian W. Aldiss volt. Stephen Baxter pedig az alelnök.

## Kiadványok
3 kiadványuk van
- Vector
  - Interjúk és kritikák a Sci-fi-ről. Megjelenik hatszor egy évben.
- Matrix
  - BSAF újságja médiahírekkel. Megjelenik hatszor egy évben.
- Focus
  - A BSAF írói magazinja. tizenkétszer jelenik meg egy évben

## Fordítás
- Ez a szócikk részben vagy egészben  a   British Science Fiction Association című angol Wikipédia-szócikk fordításán alapul.  Az eredeti cikk szerkesztőit annak laptörténete sorolja fel. Ez a jelzés csupán a megfogalmazás eredetét és a szerzői jogokat jelzi, nem szolgál a cikkben szereplő információk forrásmegjelöléseként.